# La Panthère rose (série télévisée d'animation, 1993)
Pour les articles homonymes, voir La Panthère rose (homonymie).
 (juin 2015).
Si vous disposez d'ouvrages ou d'articles de référence ou si vous connaissez des sites web de qualité traitant du thème abordé ici, merci de compléter l'article en donnant les références utiles à sa vérifiabilité et en les liant à la section « Notes et références ».
La Panthère rose et fils La Panthère rose et ses amis
La Panthère rose ou La Nouvelle Panthère rose (The Pink Panther) est une série télévisée d'animation américaine en soixante épisodes de 22 minutes divisées en deux segments par épisode, créée par Friz Freleng et Blake Edwards, diffusée du 11 septembre 1993 au 12 avril 1995 en syndication.
Au Québec, la série a été diffusée à partir du 1er septembre 1997 sur Canal Famille, et en France à partir du 1994 sur Canal J un plus tard France 3 partie de Les Minikeums et 27 août 2005 sur Boomerang.

## Distribution
Voix françaises
- Gérard Hernandez : la Panthère rose
- Raoul Delfosse : Tamanoir
- Gérard Surugue : l'homme vaudou

## Épisodes

### Saison 1 (1993-1994)
1. Super-rose / À la ferme de fourmi
2. Rose et Silence / La Grande Course
3. Fantôme et Panthère / Cleopanthra
4. Le cirque / Royaume-intérêts
5. La panthère dans le paradis / Détective rose
6. Une croisière pas ordinaire / le premier pas sur Mars
7. Pizza rose / Le peintre rose
8. Un loup-garou peut en cacher un autre / un millionnaire sans visage
9. La chanson de la panthère / Pour les beaux yeux d'une princesse romaine
10. L'émigrant / Abracadabra
11. La panthère de Néandertal / King Kong
12. Panthère mercenaire /  Panthère au sommet
13. Le diamant / le robot
14. La réunion / Bleus roses au dépotoir
15. Panthèreobics / Panthèrestein
16. Le chevalier rose / Le galop
17. Service rapide / La grande aventure
18. Le cow-boy / coup bas